# Суркова, Арина Александровна
Ари́на Алекса́ндровна Сурко́ва (род. 17 июля 1998, Новокузнецк, Кемеровская область) — российская пловчиха, чемпион мира на короткой воде, экс-рекордсмен мира, неоднократный призёр чемпионата Европы, двукратная чемпионка Европы 2019 года на короткой воде, заслуженный мастер спорта России.

## Биография
Арина Суркова родилась 17 июля 1998 года в Новокузнецке, на соревнованиях выступает за Новосибирскую область.
Личными тренерами Арины Сурковой являются Александр Брониславович Мартынов и Сергей Александрович Гейбель.
В апреле 2017 года участвовала в чемпионате России, заняв два пятых места на 50-метровых дистанциях вольным стилем и баттерфляем. При этом, оба раза её время в финалах оказалось хуже, чем то, которое было показано в предшествующих стадиях соревнований.
На чемпионате России в апреле 2018 года стала второй на дистанции 50 метров вольным стилем со временем 25,05 с, улучшая свои результаты каждый раунд, от предварительного до финала. В ноябре 2018 года участвовала в чемпионате России на короткой воде, где завоевала две личные медали — серебряную на дистанции 50 метров баттерфляем (при этом установив в полуфинале рекорд России) и бронзовую на дистанции 50 метров вольным стилем. Благодаря этим результатам Арина была включена в состав сборной России для участия на чемпионате мира в Китае.
В декабре 2018 года в Ханчжоу на чемпионате мира по плаванию на короткой воде завоевала бронзовую медаль в смешанной эстафете 4 по 50 метров вольным стилем. Суркова участвовала в предварительных заплывах, после чего была заменена. После того, как Владимир Морозов, Евгений Седов, Мария Каменева и Розалия Насретдинова заняли в финале третье место, Арина Суркова также получила бронзовую медаль. Она также стала шестой в финале женской комбинированной эстафеты 4 по 50 метров.